# Trolltjärnen (Mora socken, Dalarna, 676787-144945)
Trolltjärnen är en sjö i Mora kommun i Dalarna och ingår i Dalälvens huvudavrinningsområde. Sjön har en area på 0,0694 kvadratkilometer och ligger 251,9 meter över havet.

## Delavrinningsområde
Trolltjärnen ingår i det delavrinningsområde (676606-145108) som SMHI kallar för Ovan 676420-144899. Medelhöjden är 265 meter över havet och ytan är 19,85 kvadratkilometer. Räknas de 7 avrinningsområdena uppströms in blir den ackumulerade arean 105,88 kvadratkilometer. Ickån som avvattnar avrinningsområdet har biflödesordning 2, vilket innebär att vattnet flödar genom totalt 2 vattendrag innan det når havet efter 307 kilometer. Avrinningsområdet består mestadels av skog (83 procent). Avrinningsområdet har 0,07 kvadratkilometer vattenytor vilket ger det en sjöprocent på 0,4 procent.